# Vỏ trứng

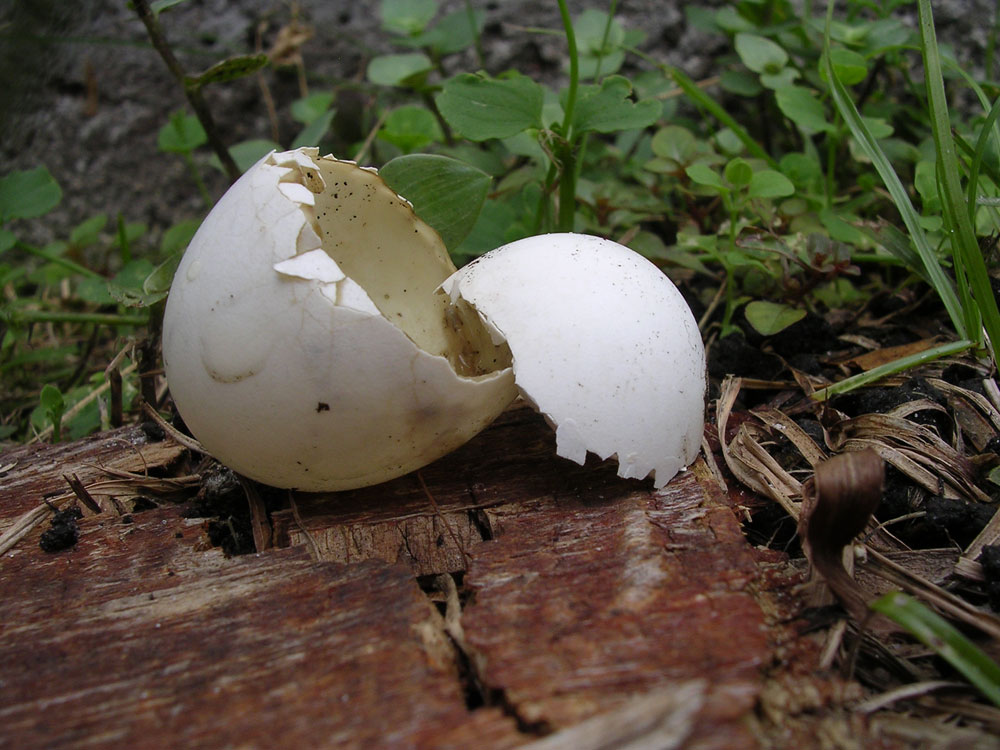
Một quả trứng chim bị vỡ

Vỏ trứng là lớp vỏ bên ngoài của quả trứng. Thành phần của vỏ trứng bao gồm calci carbonat, protein và một số khoáng chất.